# 松嶽インターチェンジ
松嶽インターチェンジ（ソンアクインターチェンジ）は大韓民国忠清南道唐津市にある西海岸高速道路のインターチェンジ。

## 歴史
- 2000年11月10日 - 開設[1]

## 隣
西海岸高速道路
(25) 唐津IC - (26) 松嶽IC - 行淡島SA - (27-1) 浦升JCT